# Structures de péché
Les structures de péché, également appelées péché structurel, sont une notion théologique esquissée notamment par la théologie de la libération dans les années 1960 en Amérique du Sud, puis développée en particulier par le pape Jean-Paul II au cours de son pontificat.
Ce dernier développe en effet l'idée que les structures sociales, économiques, politiques, financières, développées par l'être humain le contraignent par la suite au point de ne plus lui permettre d'agir autrement qu'en péchant. Il dénonce en particulier les ravages de ces structures de péché sur l'écologie et sur l'anthropologie. 
Ce concept est ensuite repris à plusieurs reprises par le pape François.

## Définition
Le péché structurel peut être pensé comme une catégorie intermédiaire entre le péché originel, inhérent à l'Homme et donc inéluctable, et le péché individuel, fruit d'une décision ou du moins d'une liberté de choix. Il caractérise des types d’organisations sociales qui induisent automatiquement, ou du moins de manière très contraignante, une manière d’être déviante.
En tant que telles, ces organisations sont le fruit d'une accumulation de péchés personnels qui crée à la longue des faits de société qui par leur influence induisent une vraie disposition aux péchés personnels,.
Les structures de péché défont et détruisent la durabilité du monde, au sens que donne Hannah Arendt à ce terme ; plus précisément, elles défont la capacité du monde à héberger l'être humain en tant que créature humaine. Mathias Nebel affirme ainsi que le péché structurel « oblige l’homme à s’inscrire dans un champ de l’action absurde, dans lequel il ne peut se penser ou même s’imaginer [et] désintègre ainsi non seulement la durée du monde, mais la durée de l’individu ».

## Historique et évolution

### Premières définitions

#### Piet Schoonenberg
Piet Schoonenberg, dans son ouvrage de 1964 Der Macht der Zonde — littéralement, « la puissance du péché » — propose une réinterprétation de la doctrine du péché originel en l’identifiant au « péché du monde » développé par Jean dans son Évangile. Il définit en effet le péché comme un refus de Dieu qui peut être attachement désordonné à un objet créé ; jusque-là cette définition est directement inspirée de celle d'Augustin. Toutefois Schoonenberg insère cette relation et sa rupture dans une relation à Dieu de la création tout entière. D'autre part, il désingularise le péché pour le fragmenter en une série de refus, qui s'expriment de manière croissante. De ce fait ce refus porte en priorité sur la question de la liberté et de l'autonomie de l'individu, allant jusqu'au refus du salut. Ce péché est donc ontologiquement porteur de destruction, et personnification de l'anomie.
Revenant sur le premier chapitre de l'Évangile de Jean, et notamment sur la description de Jésus-Christ qu'y fait Jean le Baptiste — « Voici l'Agneau de Dieu qui enlève le péché du monde » —, Schoonenberg s'appuie sur la définition de « monde » développée dans cet Évangile pour qualifier ledit « péché du monde ». Il s'agit pour lui du péché de l’humanité en tant qu’elle est une société, c’est-à-dire une communauté d’individus. Chaque être humain est dans une situation qui est le « lien entre une décision libre et une autre », ou bien « l’ensemble des circonstances réalisées dans un certain domaine ». Le péché du monde n'est donc pas une accumulation de péchés individuels, mais à l'interaction entre ces péchés individuels et cette situation.
De cette définition découle que le péché du monde est une incapacité de la communauté humaine à être le lieu d’accomplissement d’une liberté particulière : la communauté humaine, du fait de ses structures de péché, entraîne, de manière non obligatoire, mais très fortement, chacun des individus qui la compose à pécher.

#### Karl Rahner
En parallèle, Karl Rahner s'appuie sur les concepts développés par Martin Heidegger, notamment dans Être et Temps, pour affirmer que le péché structurel est notamment issu d'une tension ontologique créée par l’inscription temporelle d’êtres dont la durée d’accomplissement n’est pas identique. Il émerge de la dialectique entre le temps de l’individu et celui des institutions qui structurent la communauté ; ces durées divergent mais sont toutes deux portées par l'individu.

#### Concile Vatican II
Le concile Vatican II évoque le « péché social » mais ne développe pas spécifiquement le concept.

### Sous le pontificat de Jean-Paul II

#### Premières définitions
La première mention du terme « structures de péché » par Jean-Paul II date de la conférence de Puebla en 1979. À cette occasion, le pape applique cette notion aux déséquilibres sociaux majeurs qui affectent l’Amérique du Sud : corruption, trafic d’armes, marginalisation économique d’une partie de la population. De manière plus large, il cible deux types d'organisations constituant de son point de vue des structures de péché : le capitalisme libéral et le marxisme collectiviste.
En 1982, la Commission théologique internationale, dans son texte La réconciliation et la pénitence, affirme que « Au sens propre du terme, seul l’homme est capable de péché [et que] c’est tout au plus dans un sens analogique que l’on peut parler de “structures de péché” ou de “péchés structurels” » ; néanmoins, elle admet que « la faute et le péché prennent corps aussi dans les organisations et les structures créées par les hommes et la société humaine ; ces organisations et structures sont à leur tour intériorisées par les individus humains qui y vivent et elles peuvent ainsi peser sur la liberté humaine et conduire au péché […], exerçant sur l’homme une action aliénante et destructrice ».

#### Utilisation dans les textes principaux
Jean-Paul II développe ensuite la notion de structures de péché dans ses deux encycliques Sollicitudo rei socialis, en 1987, et Centesimus annus, en 1991. Dans la première, il définit les structures de péché comme la « somme des facteurs négatifs qui agissent à l'opposé d'une vraie conscience du bien commun universel et du devoir de le promouvoir, [et qui] donne l'impression de créer, chez les personnes et dans les institutions, un obstacle très difficile à surmonter à première vue ». Il les illustre par deux principales tendances : d'une part le « désir exclusif du profit » ; d'autre part, la « soif du pouvoir dans le but d'imposer aux autres sa volonté ». Particulièrement, il pointe que c'est l'absolutisation de ces désirs, la volonté du « à tout prix » qui les définit comme structures de péché.
Dans Centesimus annus, en 1991, le pape affirme que la « destruction irrationnelle du milieu naturel [ainsi que celle] du milieu humain » sont dues notamment aux structures de péché, induites par « la structure sociale dans laquelle vit [l'être humain], par l'éducation reçue et par son milieu. […] Les décisions grâce auxquelles se constitue un milieu humain peuvent créer des structures de péché spécifiques qui entravent le plein épanouissement de ceux qu'elles oppriment de différentes manières ». Il appelle donc en conséquence ses lecteurs à « démanteler de telles structures et les remplacer par des formes plus authentiques de convivialité ».
L'apport de Jean-Paul II dans cette réflexion change le paradigme qui voulait que « seul un individu pouvait se rendre pécheur par une faute contre le bien commun. Désormais, un État ou une entreprise peuvent aussi être condamnés en raison de leurs actes ».

### Reprise par le pape François
Au cours de son pontificat, le pape François développe l'idée que les structures économiques et financières mondiales, telles qu'elles sont alors développées, favorisent ontologiquement une forme de société pécheresse. Il fustige en particulier l’évasion fiscale et la corruption qu'il considère comme des structures de péché.
Le 21 mars 2021, à l’occasion de la journée de la mémoire et de l’engagement en souvenir des victimes innocentes des mafias, François affirme que les mafias sont des « structures de péché, […] contraires à l’Évangile du Christ, [qui] confondent la foi avec l’idolâtrie ». Dans son exhortation apostolique Laudate Deum publiée le 4 octobre 2023, le pape rappelle que les évêques africains avaient estimé que le changement climatique est le révélateur d'« un exemple frappant de péché structurel ».